# Ровнополье (Херсонская область)
Ровнополье (укр. Рівнопілля) — село в Кочубеевской сельской общине Бериславского района Херсонской области Украины.
Почтовый индекс — 74013. Телефонный код — 5535.

## Население
Население по переписи 2001 года составляло 95 человек.

### Языковой состав
Родной язык населения по данным переписи 2001 года:
| Язык       | Численность, чел. | Доля     |
| ---------- | ----------------- | -------- |
| Украинский | 69                | 72,63 %  |
| Русский    | 14                | 14,74 %  |
| Молдавский | 12                | 12,63 %  |
| Итого      | 95                | 100,00 % |